# Jennetta Richards
Jennetta Richards (ur. 21 sierpnia 1817 w Walker Fold, zm. 9 lipca 1845 w Nauvoo) – pierwsza żona Willarda Richardsa, jedna z postaci wczesnej historii ruchu świętych w dniach ostatnich (mormonów). 

## Życiorys
Urodziła się w Walker Fold w angielskim Lancashire jako córka Johna Richardsa oraz Ellin Charnock. Jej ojciec był pastorem posługującym w niewielkim zborze. Po zetknięciu się z niedawno zorganizowanym Kościołem Jezusa Chrystusa Świętych w Dniach Ostatnich została ostatecznie jego członkiem jako jedyna osoba w swojej rodzinie. Ochrzczona została 4 sierpnia 1837 w rzece Ribble przez Hebera C. Kimballa. Uznaje się ją za pierwszą osobę w Anglii, która została konfirmowana w tej wspólnocie religijnej.
24 września 1838 poślubiła Willarda Richardsa, odbywającego wówczas misję na Wyspach Brytyjskich. Ich związek przewidział Heber Kimball już w dniu, w którym Jennetta została ochrzczona. Do listopada 1839 młoda małżonka mieszkała ze swoim ojcem w Walker Fold, następnie, w lutym 1841, przeniosła się do Manchesteru.
Wyemigrowała do Stanów Zjednoczonych, do Nowego Jorku dotarła 20 maja 1841. Mieszkała początkowo w Richmond w stanie Massachusetts, wraz ze swoją szwagierką. Latem 1842 przeniosła się do Nauvoo, ówczesnego centrum ruchu świętych w dniach ostatnich. Zmagała się z przewlekłymi problemami zdrowotnymi. Zmarła w Nauvoo, w tym też mieście została pochowana.
Wspominana regularnie w kontekście początków mormońskiego kultu świątynnego. Połączona wieczyście ze swoim mężem w obrzędzie pieczętowania podczas jednej z pierwszych w historii Kościoła ceremonii tego typu (29 maja 1843). Włączona w skład Namaszczonego Kworum, utworzonego przez Josepha Smitha, twórcę ruchu świętych w dniach ostatnich oraz prezydenta Kościoła. Jako jedna z siedemnastu kobiet otrzymała drugie namaszczenie za życia Smitha, w obrzędzie zarezerwowanym wówczas dla mormońskich przywódców oraz dla niektórych z ich małżonek (27 stycznia 1844). Jako jedna z pierwszych kobiet w Nauvoo wzięła również udział w ceremonii obdarowania (1 listopada 1843).